# Heinrich Zöpfl
Heinrich Matthias Zöpfl, född 6 april 1807 i Bamberg, död 4 juli 1877 i Heidelberg, var en tysk rättslärd.
Zöpfl blev vid Heidelbergs universitet 1828 privatdocent, 1839 extra ordinarie professor och 1842 ordinarie professor i statsrätt. Han skrev bland annat Deutsche Staats- und Rechtsgeschichte (1836; fjärde upplagan 1871–72) och Grundsätze des allgemeinen und deutschen Staatsrechts (1839; femte upplagan 1863) samt utgav "Die peinliche Gerichtsordnung Kaiser Karl's V." (1842; tredje upplagan 1883).